# Algirdas Šemeta
Algirdas Gediminas Šemeta (ur. 23 kwietnia 1962 w Wilnie) – litewski urzędnik państwowy i polityk, minister finansów (1997–1999 oraz 2008–2009), komisarz europejski (2009–2014).

## Życiorys
W 1985 ukończył ekonomiczne na Uniwersytecie Wileńskim, po czym podjął pracę w instytucie gospodarki Litewskiej SRR jako młodszy pracownik naukowy.
W 1990 przeszedł do pracy w instytucjach rządowych, obejmując stanowisko naczelnika w wydziale strategii rozwoju gospodarczego w Ministerstwie Gospodarki. Rok później został konsultantem i zastępcą naczelnika wydziału prywatyzacji w kancelarii premiera. W grudniu 1992 uzyskał nominację na przewodniczącego komisji papierów wartościowych przy Ministerstwie Finansów, która od czerwca 1996 funkcjonowała jako niezależny od rządu organ.
W lutym 1997 wszedł w skład gabinetu konserwatystów i chadeków obejmując tekę ministra finansów. W rządzie zasiadał do czerwca 1999, gdy uzyskał nominację na wiceprezesa zarządu spółki akcyjnej "Nalšia". Od grudnia 1999 do września 2001 pełnił funkcję sekretarza stanu w kancelarii premiera. We wrześniu 2001 został nominowany na funkcję dyrektora generalnego Departamentu Statystyki przy Rządzie Republiki Litewskiej.
W grudniu 2008 prezydent Valdas Adamkus mianował go ministrem finansów z rekomendacji konserwatystów w rządzie tworzonym przez centroprawicę. Odszedł z urzędu w czerwcu 2009 w związku z powołaniem go w skład Komisji Europejskiej. Zastąpił Dalię Grybauskaitė na stanowisku komisarza ds. budżetu. W nowej KE José Manuela Barroso powołano go na komisarza ds. podatków i unii celnej, audytu i zwalczania nadużyć finansowych. Urzędowanie rozpoczął w lutym 2010 po głosowaniu w Parlamencie Europejskim, a zakończył po upływie kadencje KE w 2014. W tym samym roku został rzecznikiem przedsiębiorców na Ukrainie.